# Hooglandstruikzanger
De hooglandstruikzanger (Bradypterus centralis) is een zangvogel uit de familie Locustellidae.

## Verspreiding en leefgebied
Deze soort komt voor in de hooglanden van centraal Afrika en telt drie ondersoorten:
- B. c. sudanensis Grant & Mackworth-Praed, 1941: Zuid-Soedan, westelijk Ethiopië en noordoostelijk Oeganda.
- B. c. elgonensis Madarász, 1912: van oostelijk Oeganda tot westelijk en centraal Kenia.
- B. c. centralis Neumann, 1908: van noordoostelijk en oostelijk Congo-Kinshasa, Rwanda en Burundi tot zuidwestelijk Oeganda en noordwestelijk Tanzania.

## Status
De grootte van de populatie is niet gekwantificeerd maar de soort wordt omschreven als versnipperd en plaatselijk algemeen. Op de Rode lijst van de IUCN heeft deze soort de status niet bedreigd.